# Edir Carvalho Tenório
Edir Carvalho Tenório ( 1942 – 2011) fue un botánico taxónomo brasileño que se especializó en espermatófitas, con énfasis en las Poaceae, y virtuoso poeta.

## Algunas publicaciones
- e.c. Tenório. 1978. Lineu: rememorado, duzentos anos depois. Ed. Sociedade Botânica do Brasil, 16 pp.

- ----------------. 1976. El genus Zeugites (Gramineae). Tesis M.Sc. Universidad de Maryland, Graduate School, College Park, MD, US.  Archivado el 6 de octubre de 2014 en Wayback Machine.

- ----------------. 1970. Gramineas usadas na conservacão dos solos em Pernambuco. Boletim técnico 45, Instituto de Pesquisas Agronômicas Recife, 21 pp.

- ----------------, josé calazans soares da Camara Filho, neydson caldas Mattos Ferreira. 1970. Gramineas forrageiras de Pernambuco. Boletim técnico 44, Instituto de Pesquisas Agronômicas Recife, 29 pp.

### Libros
- ----------------. 1978. The Subfamily Cenostecoideae (Gramineae). Ed. Univ. of Maryland, College Park, 868 pp.

- ----------------. 1974. The Genus Zeugites Gramineae. Ed. Univ. of Maryland, College Park, 334 pp.

- ----------------. 1968. Gramíneas do município do Recife. Fasc. 36 de Boletím técnico, Pernambuco, Brasil. Instituto de Pesquisas Agronômicas, 99 pp.
- La abreviatura «Tenório» se emplea para indicar a Edir Carvalho Tenório como autoridad en la descripción y clasificación científica de los vegetales.[4]